# Pan Jinlian
Pan Jinlian (en xinès: 潘金蓮; P'an Chin-lien) és un personatge fictici de la novel·la xinesa del segle xvii Jin Ping Mei (金瓶梅; La pruna al gerro daurat), i un personatge menor del llibre Shuǐhǔ Zhuàn (水滸傳; Marge d'aigua), una de les quatre grans novel·les clàssiques de la literatura xinesa. És una femme fatale arquetípica i una de les dones del poble més notòries de la cultura clàssica xinesa. També s'ha convertit en la deessa patrona dels prostíbuls i de les prostitutes.

## El seu nom
El nom de «Pan Jinlian» sembla estar inspirat en Pan Yunu (潘玉奴), una consort imperial de la dinastia Qi del Sud. El seu marit, Xiao Baojuan (蕭寶卷) (483-501), estava obsessionat amb els seus petits peus i la feia ballar amb lotus (金, jin) daurats (蓮, lian).
Pan Jinlian també semblava basar-se en els falsos rumors sobre una dama homònima real que tenia una personalitat molt diferent. La reputació de Pan Jinlian de la vida real es va veure molt afectada per la fictícia Pan Jinlian, i aquest incident també va provocar una ruptura entre la família Pan i la família Shi (la família de Shi Nai'an (施耐庵) (c. 1296-1372), autor del llibre Shuǐhǔ Zhuàn) durant molt de temps, fins que els descendents de la família Shi va demanar disculpes oficials el 2009.

## Història
Pan Jinlian està casada amb Wu Dalang (武大郎), el germà gran de Wu Song (武松). Wu Dalang és petit i lleig, mentre que Pan Jinlian és coneguda per la seva bellesa.

Pan Jinlian, insatisfeta amb el seu matrimoni, té una aventura extramatrimonial amb Ximen Qing (西門慶), un atractiu faldiller ciutat. Wu Dalang finalment descobreix l'afer, però Pan Jinlian i Ximen Qing l'assassinen afegint verí al seu menjar. Subornen el forense per ocultar la veritable causa de la seva mort. Wu Song té sospites sobre la mort del seu germà. Realitza les seves pròpies investigacions i descobreix la veritat.

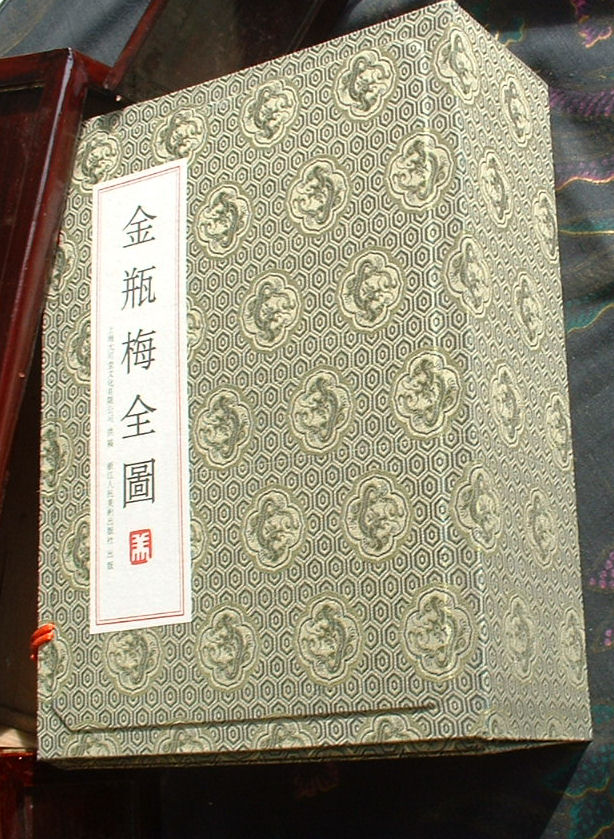
Una edició de la novel·la Jin Ping Mei
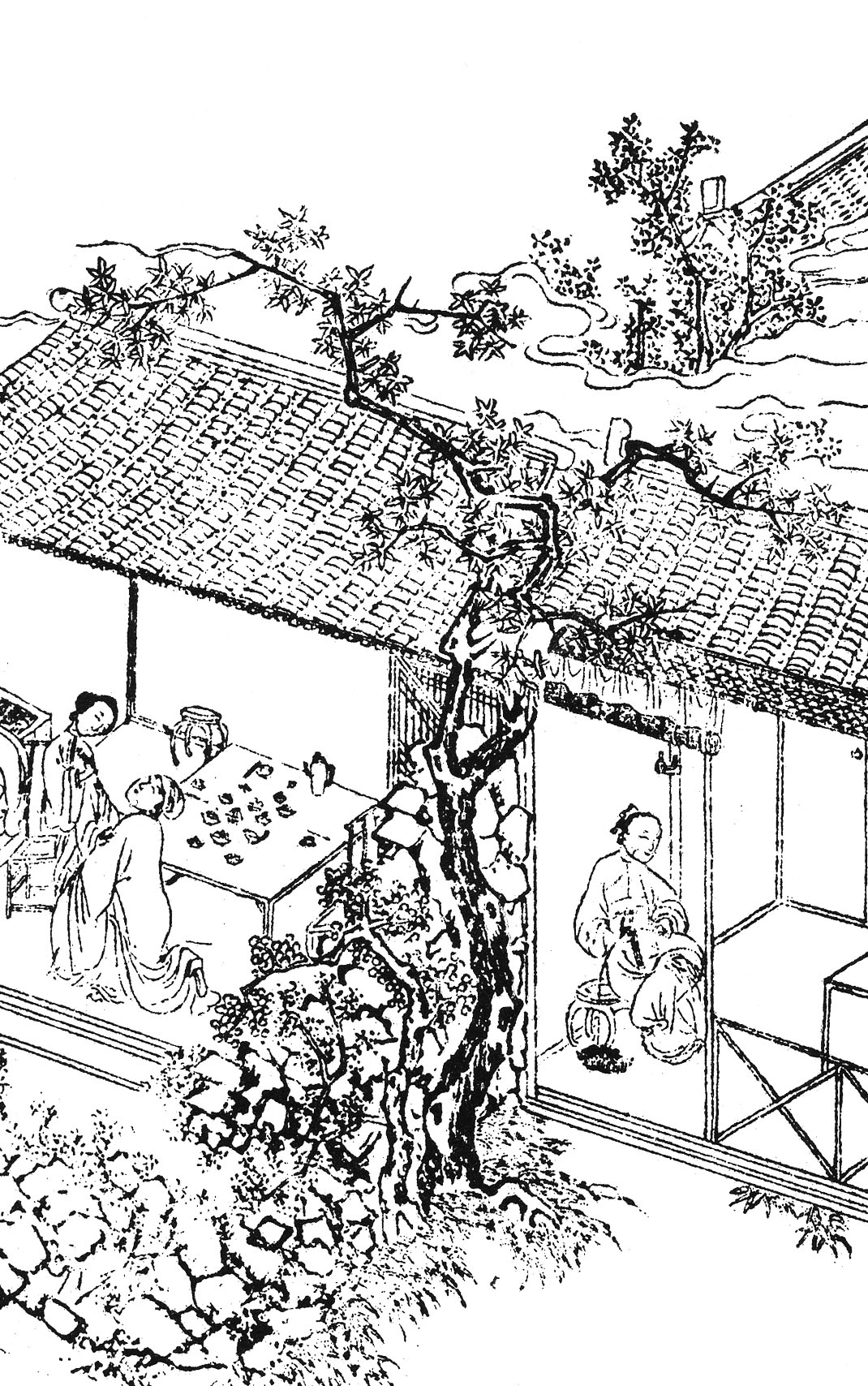
Il·lustració de la novel·la Jin Ping Mei
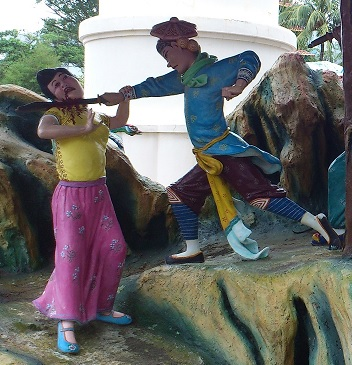
Diorama a Haw Par Villa (Singapur) que representa Wu Song matant a Pan Jinlian (esquerra)

En la novel·la Shuǐhǔ Zhuàn (水滸傳; Marge d'aigua), l'assassinat de Wu Song de la parella adúltera es descriu amb detall gràfic i és una de les escenes més memorables de la novel·la. Tanmateix, en la novel·la Jin Ping Mei (金瓶梅; La pruna al gerro daurat), Pan Jinlian es converteix en la concubina de Ximen Qing, i Wu Song mata a Pan després que Ximen morís per una activitat sexual excessiva.

## Adaptacions
A l'era posterior al Moviment del Quatre de Maig, l'influent dramaturg Ouyang Yuqian (欧阳予倩) (1889-1962) va escriure el primer drama modern de Pan Jinlian el 1928, en el qual Pan es representa com una dona d'esperit lliure victimitzada per una societat tradicional dominada per homes. Ell meteix va interpretar el paper de Pan Jinlian.
Una versió pingju (评剧; tipus d'òpera del nord de la Xina) de la història va ser un dels papers interpretats per l'actriu i cantant d'òpera Bai Yushuang (李桂珍) (1907-1942) a Xangai a la dècada del 1930.
Pan Jinlian és un tema popular de pel·lícules i sèries de televisió xineses i japoneses. Des de la dècada del 1950, hi ha hagut almenys 20 pel·lícules i sèries de televisió que la protagonitzen. El nom xinès de la pel·lícula Jo no soc Madame Bovary (2016) és literalment «Jo no sóc Pan Jinlian» (我不是潘金莲).